# جغرافیای کامرون
جغرافیای کامرون کامرون با مساحت ۴۷۵٬۴۴۰ کیلومتر مربع، پنجاه و سومین کشور بزرگ جهان است. کمی بزرگتر از کشور سوئد و ایالت کالیفرنیای آمریکا است. این کشور از نظر اندازه با پاپوآ گینه نو قابل مقایسه است. مساحت زمین کامرون ۴۷۲٬۷۱۰ کیلومتر مربع است، با ۲٬۷۳۰ کیلومتر مربع آب است.

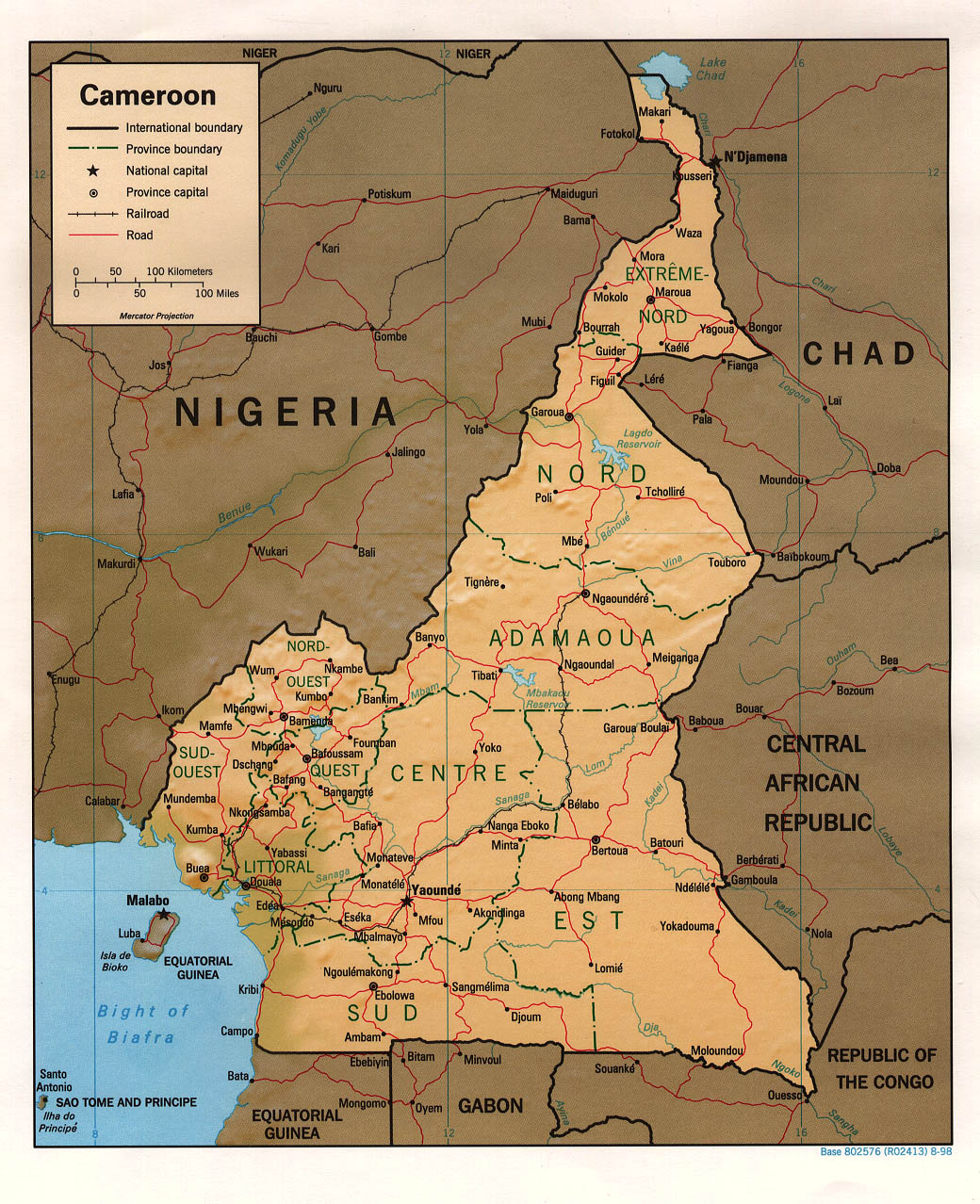
نقشه کامرون

موقعیت کامرون

این کشور در مرکز و غرب آفریقا، هم‌مرز با Bight of Biafra، بین گینه استوایی و نیجریه واقع شده‌است.
کامرون گاهی به عنوان «آفریقا در مینیاتور» توصیف می‌شود زیرا تمام آب و هوا و پوشش گیاهی اصلی قاره را نشان می‌دهد: کوه‌ها، بیابان، جنگل‌های بارانی، مراتع ساوانا و سواحل اقیانوس. کامرون را می‌توان به پنج منطقه جغرافیایی تقسیم کرد. اینها با ویژگیهای غالب فیزیکی، آب و هوایی و رویشی متمایز می‌شوند.